# Bruchus loti
Bruchus loti es una especie de escarabajo del género Bruchus, familia Chrysomelidae. Fue descrita científicamente por Paykull en 1800.
Habita en Andorra, Austria, Bielorrusia, Bélgica, Bosnia y Herzegovina, Bulgaria, Rusia, Croacia, Checa, Dinamarca, Estonia, Turquía, Finlandia, Francia, Alemania, Gibraltar, Hungría, Irlanda, Italia, Letonia, Lituania, Luxemburgo, Noruega, Polonia, Portugal, San Marino, Eslovaquia, España, Suiza, Suecia, Países Bajos, Ucrania, Yugoslavia y Rumania.